# RMK30

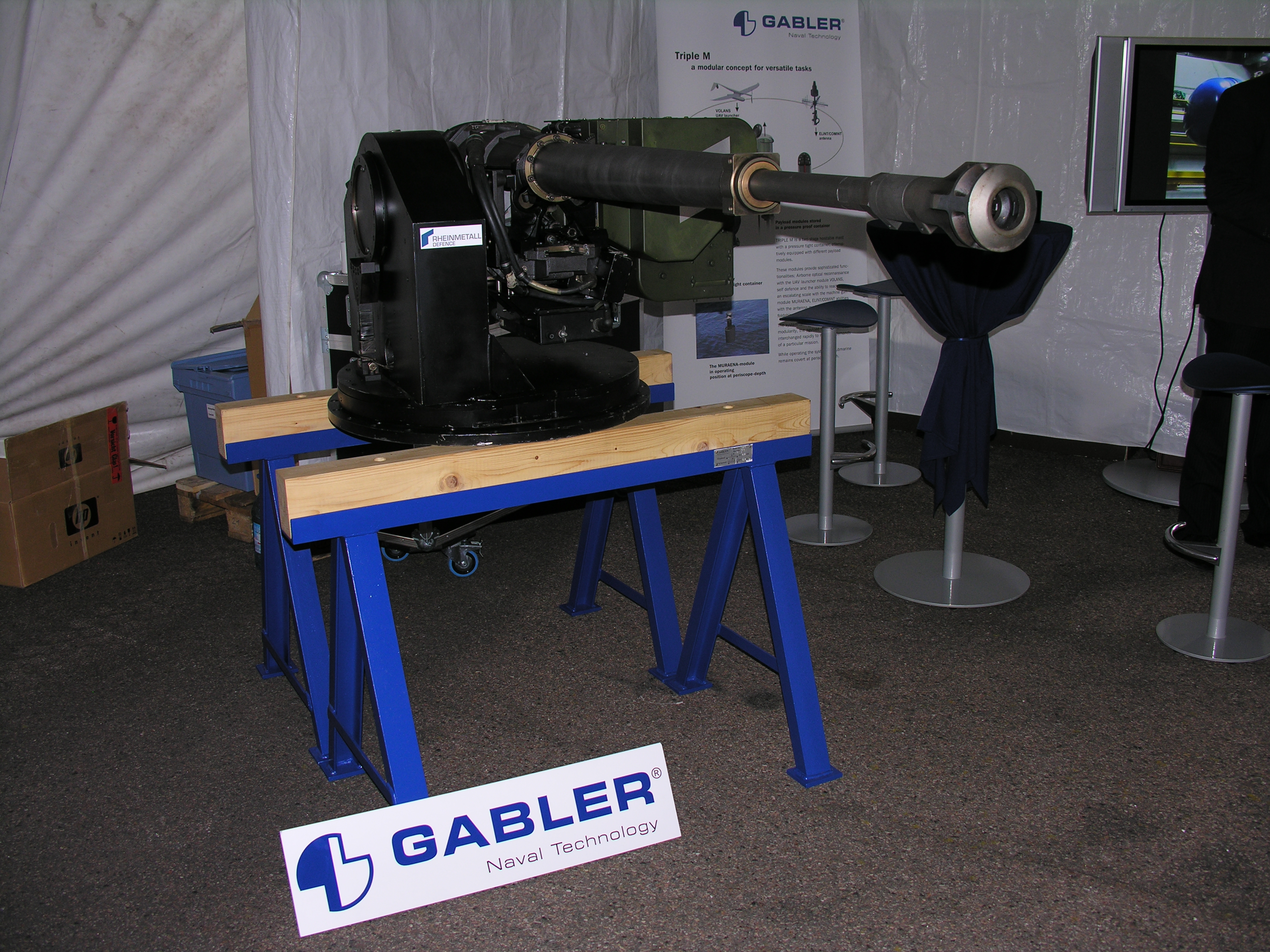
Гармата Rheinmetall RMK30 (виставка TechDemo 2008)

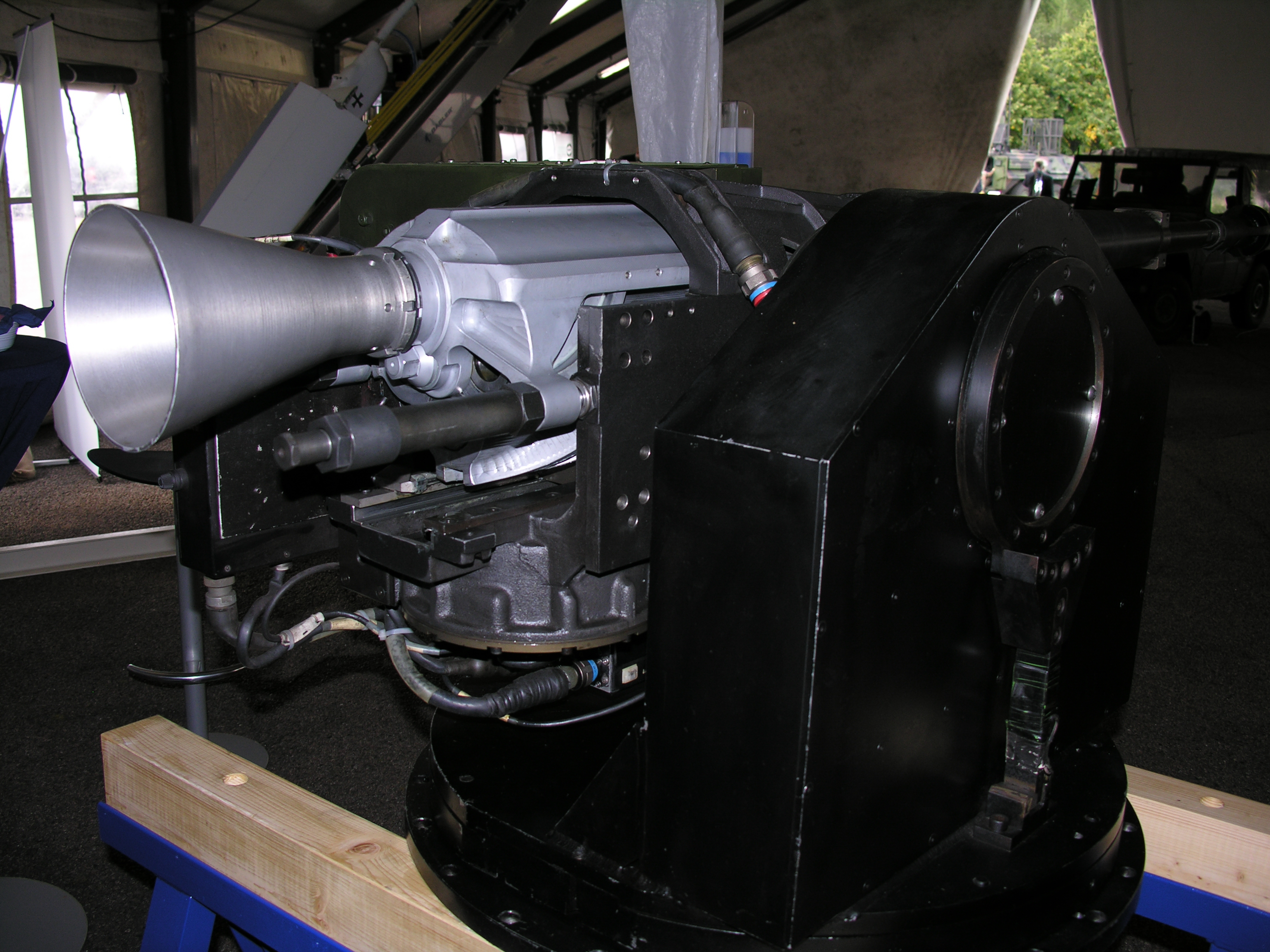
Задня частина гармати Rheinmetall RMK30 (виставка TechDemo 2008)

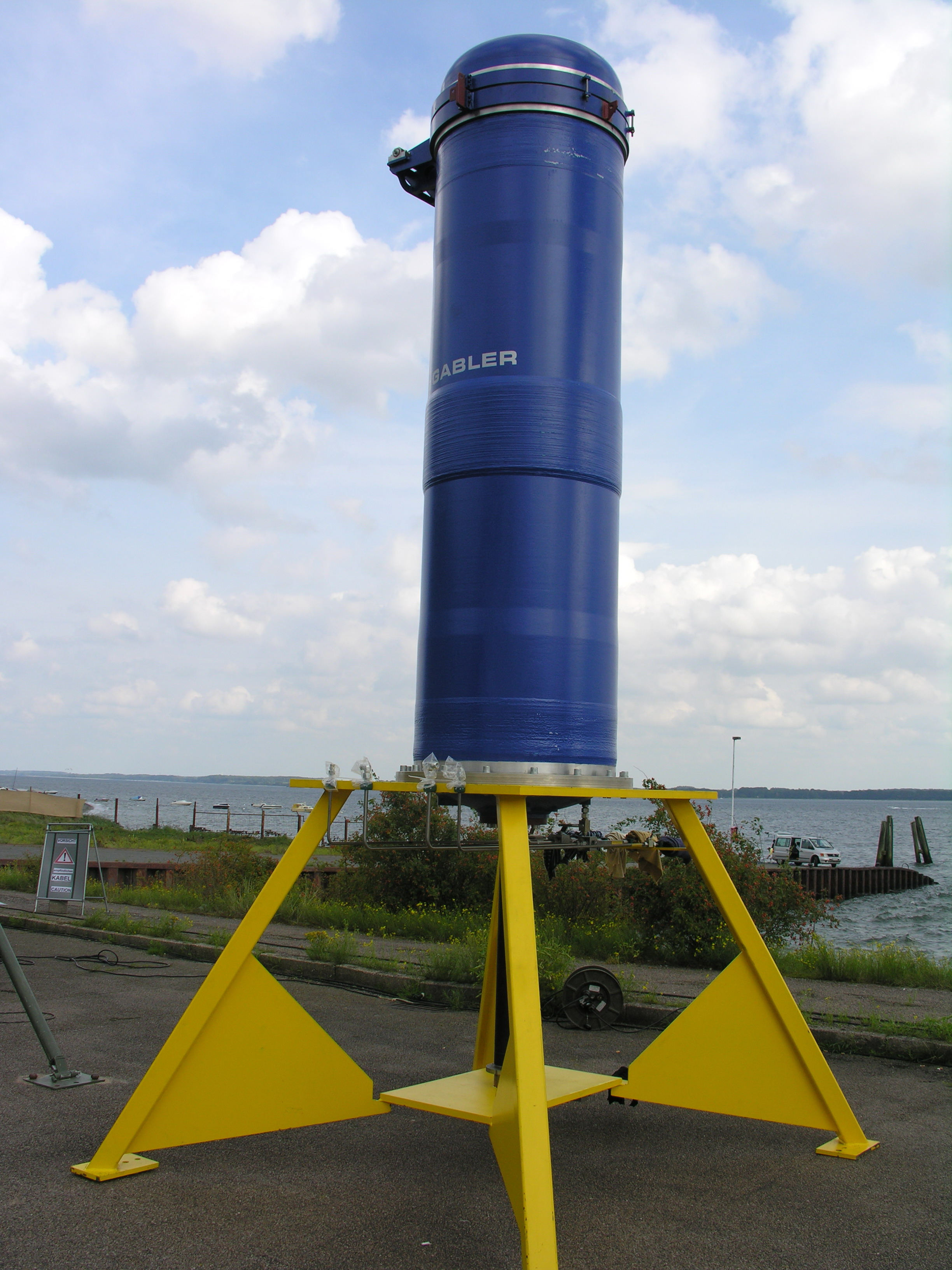
Башта MURAENA для гармати RMK30 (система TRІPLE M) на виставці TechDemo 2008

RMK 30 (нім. Rückstoßfreie Maschinenkanone 30) — безвідкатна автоматична гармата калібру 30 мм з безгільзовими боєприпасами 30 × 250 mm. Розроблена німецькою компанією Mauser, яка потім увійшла до групи Rheinmetall.

## Історичні факти
Розробка RMK30 розпочалася у 1993 році в рамках проекту Федерального міністерства оборони та Федерального відомства з питань оборонної техніки та закупівель Німеччини. Перший прототип було завершено у 1997 р., цей зразок гармати пройшов випробування на БМД «Візель».

## Характеристики
RMK30 — це трикамерна револьверна гармата, в якій револьверний і стрільбовий механізм приводить в дію електродвигун, що забезпечує темп вогню до 300 пострілів за хвилину. Ефективна дальність стрільби — 2 км.
Принцип роботи гармати подібний принципу всіх безвідкатних гармат: викид газів згоряння в задню частину гармати компенсує відбій, спричинений прискоренням снаряду. Це дозволяє використовувати легші й менш жорсткі кріплення. Завдяки використанню сучасних високоенергетичних матеріалів, балістична робота RMK30 гарантується, попри компенсацію відбою, її дульна енергія становить щонайменше 156 кДж.
Конструкція гармати пристосована для високоточного наведення за азимутом (у секторі 360°) і за кутом місця по командах з компьютера.
Це дозволило використати її в рамках проекту Muraena, який передбачав встановлення гармати RMK30 у висувну башту. Відповідна концепція компанії Gabler Maschinenbau була продемонстрована у 2008 р. на виставці TechDemo'08. Конструкція системи передбачала, що гармата піднімається з башти у робоче положення тільки за потреби вести вогонь, решту часу вона знаходиться усередині башти під закритим люком, який маскує її та оберігає від зовнішніх впливів. Такі башти мали б встановлюватися у пірси та берегові укріплення, а також на підводні човни типу 212. Вони мали розширити можливості підводних човнів, які на той час не мали відповідних засобів для боротьби з цілями на поверхні.